# 銎内戈
銎内戈，是中国古代兵器——三种戈的一种。
其制造方法比曲内戈和直内戈复杂，是在「内」部铸成圆套，把柄装在銎内防止脱落。使用时安柄方便，直接把上端穿入銎中即可，此种安装方法可以避免戈头的松动和戈的援後陷，但在钩杀时，戈头还是容易从柄上脱落，因而在商后渐渐式微。西周早期曾有一段时间出现短胡一穿式的銎戈，是以缚绳辅之。